# Tre Kronor (byggnad)

Tre Kronor (ursprungligen Stockholm eller Stockholms slott) var en borg och försvarsanläggning som utvecklades till slott och kungligt residens på Stadsholmen i Stockholm, enligt traditionen grundat av Birger jarl vid 1200-talets mitt. Anläggningen kom att kallas Tre Kronor efter 1588. Byggnaderna förstördes i Slottsbranden 1697, och på platsen uppfördes därefter det nuvarande Stockholms slott.

## Historik
| Borgen på stadssigillet, 1296 respektive 1326. |  | Borgen på stadssigillet, 1296 respektive 1326. |
| Borgen på stadssigillet, 1296 respektive 1326. |  |                                                |

### Kastalen
Stadsholmen låg i passagen mellan den dåtida havsviken Mälaren och nuvarande Saltsjön och befästes tidigt. En pålspärr tros ha uppförts vid 900-talets slut och på 1100-talet tros en försvarsborg ha funnits här.
En kastal vars äldsta delar arkeologiskt kunnat dateras till mitten av 1200-talet tros ha uppförts någon gång dessförinnan och efter härjningen av Sigtuna 1187, då behovet av att befästa Mälarens inlopp förmodas ha ökat. Denna kastal kom senare att utgöra grunden till slottets kärntorn.
Enligt en rekonstruktion av historikern Martin Olsson på 1940-talet var kastalen ca 15 meter i diameter och hade 4 meter tjocka murar. Höjden var cirka 25 meter, upptill avslutades tornet med en krenelering och en konformad tornhuv (detta utseende redovisas på Vädersolstavlan). Ingången var av försvarsskäl förlagd till andra våningen. I bottenvåningen fanns en fängelsehåla som enbart nåddes via en lucka i övervåningens golv. Kastalen räknas som en av Stockholms första större byggnader i sten. Enligt samma rekonstruktion byggdes tornet på i höjd 1544 samt 1588. Den slutliga höjden var ca 50 meter exklusive tornspira.

### Medeltid

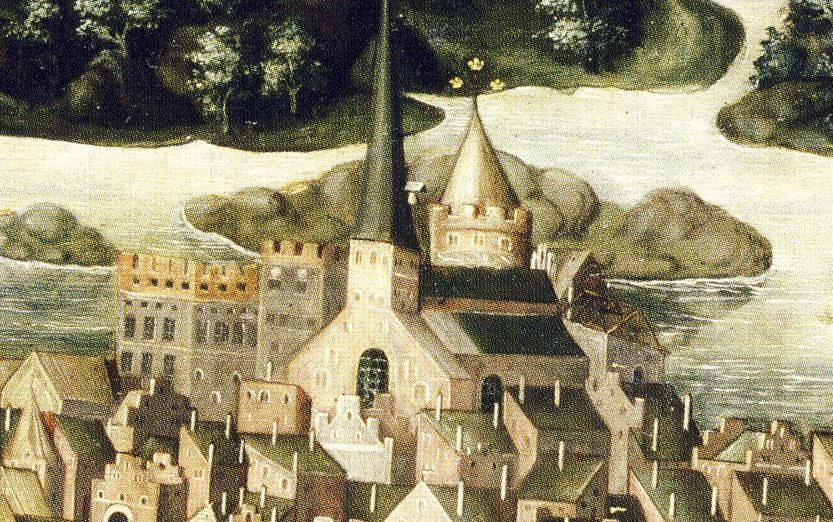
Slottet och Storkyrkan från söder 1535 på Vädersolstavlan.

Anläggningen utvecklades under den senare hälften av 1200-talet till ett medeltidsslott med ringmur, borggård och ett flertal byggnader.
1269–1273 bodde kung Valdemar Birgersson tidvis på slottet, och 1300 föddes Birger Magnussons son Magnus Birgersson här.
År 1419 brann slottet och arkiven för första kända gången i nämnvärd utsträckning (se även nedan).

### Tillbyggnader från 1521
När Gustav Vasa 1521 bröt Kalmarunionen genom befrielsekriget blev borgen Tre Kronor Sveriges förnämsta kungaresidens. Under Gustav Vasa utvecklades borgens försvarsfunktioner, som en följd av belägringen av slottet 1520 och utvecklingen av krut och skjutvapen.
År 1527 påbörjades renovering och nyinredning av högborgens år 1525 eldhärjade kungsvåning. Som byggnadsmaterial användes sten från kyrkorna på nuvarande Norrmalm som kungen konfiskerat i reformationen.
År 1536 påbörjades byggandet av en ny yttre försvarsmur och stora rundlar och försvarsanordningar. Som framgår av skrifterna upphandlades 330 000 tegelstenar för detta projekt. 1541–1547 anlades en vallgrav och ett porthus med vindbrygga. Byggnader intill slottet revs samtidigt för att underlätta dess försvar; däribland ett av Storkyrkans kor.
Med start på 1540-talet påbörjades bygget av den södra delen av högborgen, och kärntornet byggdes till på höjden med ytterligare 13 alnar (ca 7,8 meter) samt bestyckades med kanoner. År 1556 byggdes också det sydöstra tornet.

### Tillbyggnader från 1568

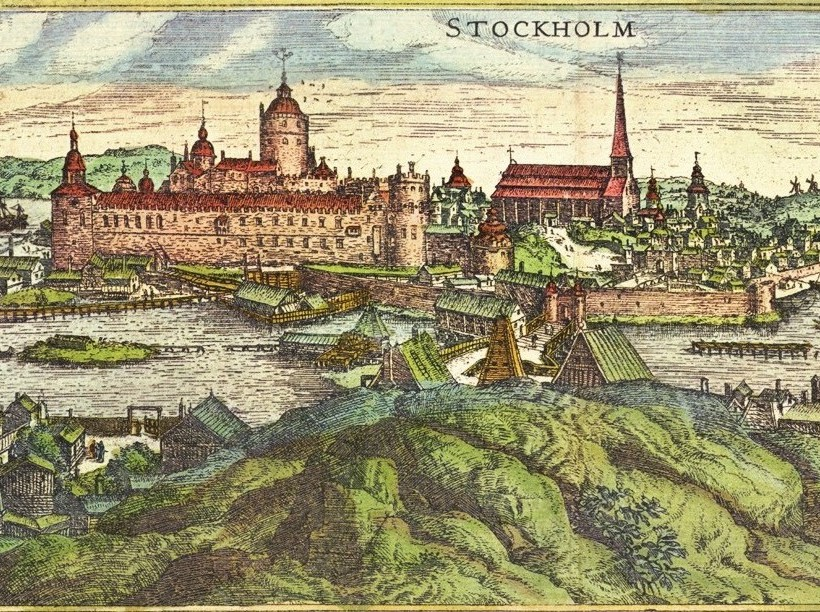
Slottet från norr på 1570-talet från Stockholmsvyerna i Civitates orbis terrarum.

Under Johan III gjordes borgen om till ett slott i renässansstil med påkostade gavlar. Det som då uppfördes var:
1. en ny kungsvåning (mellan Norrström och Storkyrkan) i en ny länga invid den gamlas ekonomigårdens västra mur mellan och inklusive porttornet (det sydvästra tornet) och det nordvästra tornet;
2. en helt ny länga med rikssal vid den västra muren i den gamla högborgen (mot Storkyrkan till); och
3. en ny slottskyrka mot Norrström som bildade den ena östra halvan av en ny länga vid ekonomigårdens norra mur. En del av denna kyrka låg också under det nordöstra tornet.

I det nordvästra tornet lät Johan III inreda en praktfull audienssal med koppargolv, kallad ”fyrkanten”. Kopparen i golvet användes senare för att betala Älvsborgs lösen. Mellan de nordvästra och nordöstra tornen iordningställdes dessutom en smal korridor uppe på norra längans taknock över bland annat slottskyrkan, kallad ”Gröna gången”. Den gick mellan ”fyrkanten” och Johan III:s gemåls, Katarina Jagellonicas, katolska kapell som inretts i det nordöstra tornet. Dessutom lät Johan III höja kärntornet med två våningar. I det påbyggda slottet jobbade enligt en förteckning för år 1585 runt 1600 personer vilket inkluderade 1245 slottspersonal plus 385 övrigt "slottsfolk".
Slottet fick namnet ”Tre Kronor” år 1588 då tre förgyllda kronor placerades på en spira på toppen av kärntornet.

### Ombyggnad av norra längan

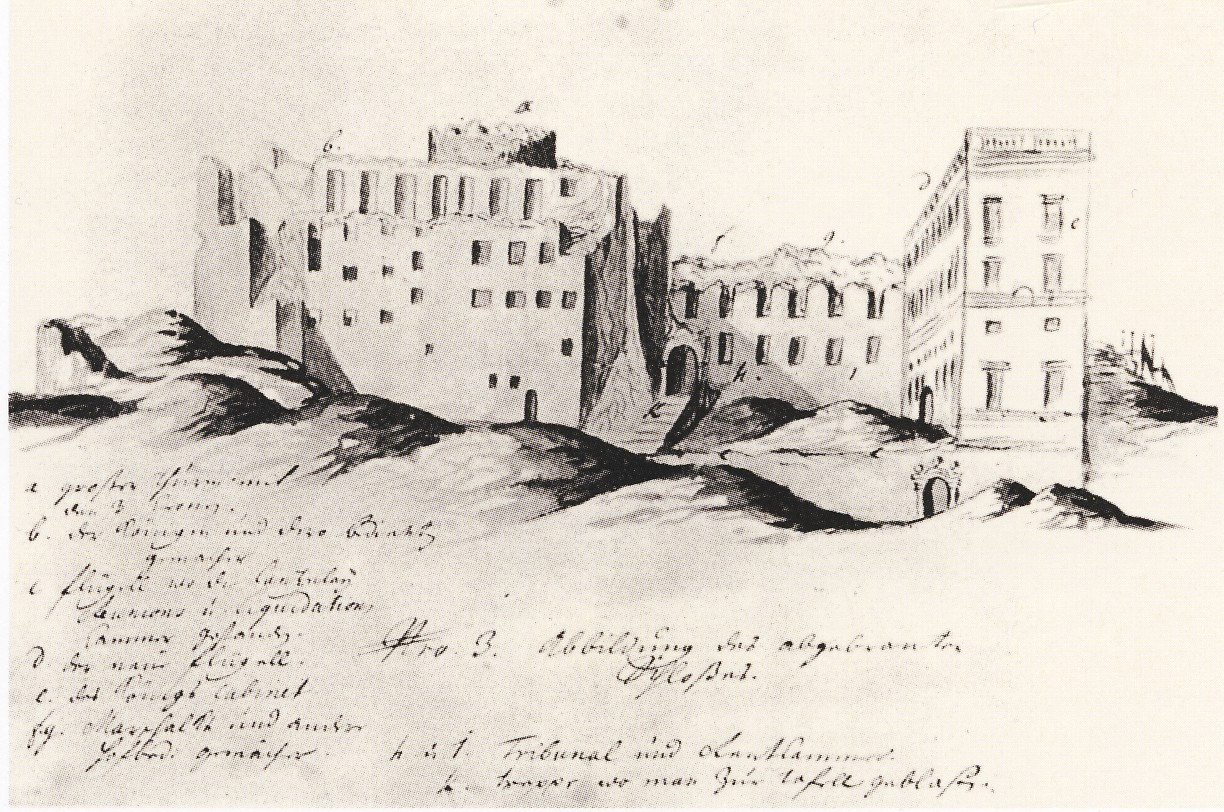
Slottet efter branden; norra längan till höger.

Under ledning av slottsarkitekten Nicodemus Tessin d.y. påbörjades 1692 en ombyggnad av slottet. Slottets norra länga mot Norrbro fick då sitt nuvarande utseende i stram romersk barock. Palazzo Farnese i Rom var synbarligen en förebild för denna nya länga.

### Slottsbranden
Den 7 maj 1697 utbröt den stora slottsbranden ovanför rikssalen i högborgens södra länga, vilken kom att totalförstöra hela det gamla slottet förutom delar av den nyligen ombyggda norra längan. Större delen av Sveriges gamla riksarkiv och kungliga bibliotek förstördes.
Nikodemus Tessin d.y. fick uppdraget att bygga det nya Stockholms slott, som stod klart för inflyttning 1754.
Slottet hade varit i lågor förut, bland annat år 1642 då fyra torn på slottet rasade. Under den branden nödgades drottning Kristina som tonåring fly ur sin kammare.

## Renässansslottet Tre Kronor

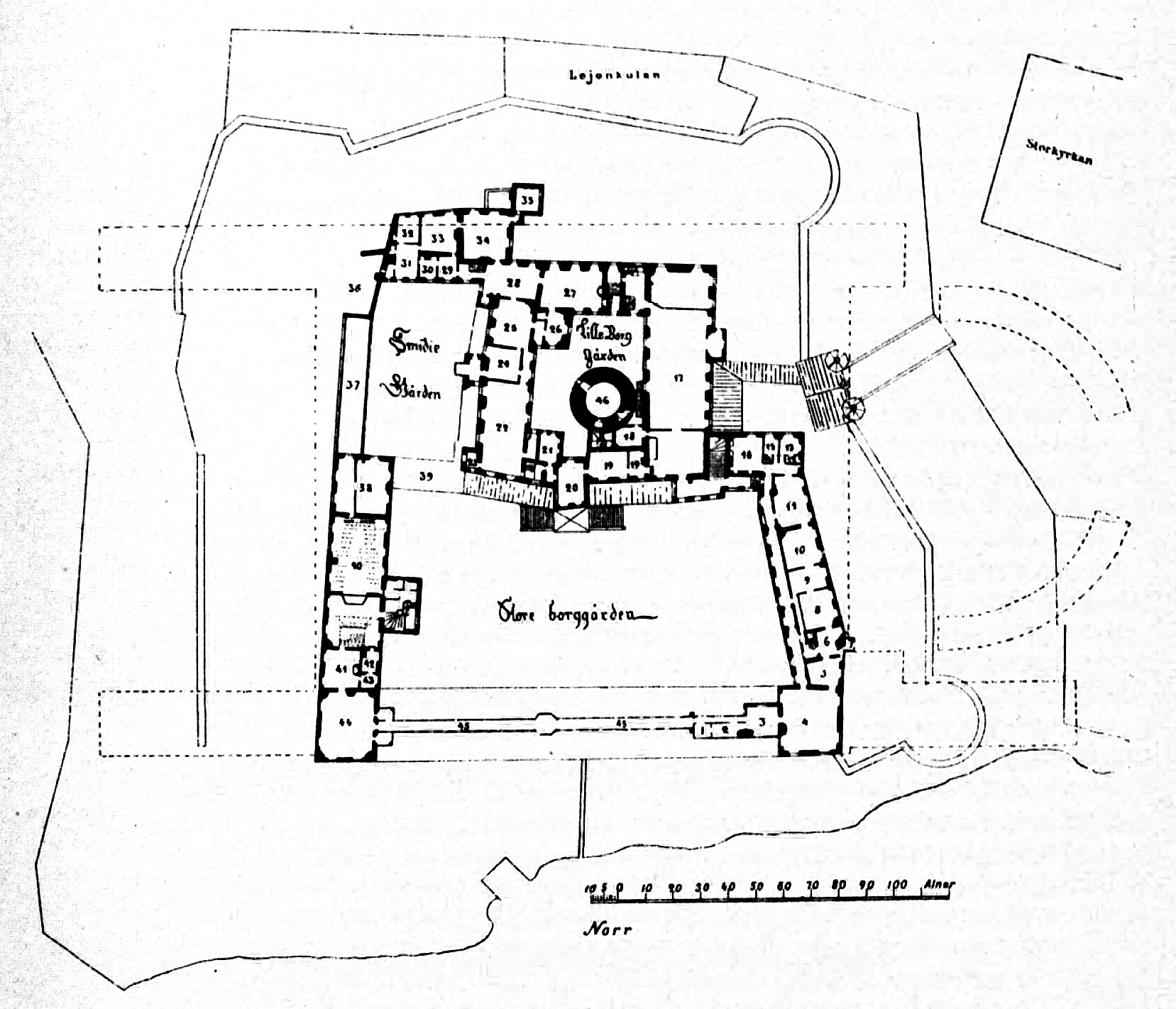
Plan över Tre kronor 1660. De prickade linjerna utmärker det nuvarande slottets läge. Norr nedåt.

Renässansslottet bestod av två delar: högborgen med ett kärntorn, och den större och lägre liggande stora borggården norr om högborgen vid Norrström. 

### Kärntornet
Slottet var uppbyggt kring ett kärntorn i dess mitt, beläget på Gamla stans högsta punkt. Kärntornets lägre del utgjorde den tidigare kastalen (se ovan).

### Högborgen
Kärntornet och en mindre borggård omgärdades av högborgen, som efter kärntornet utgjorde slottets äldsta del. Högborgens borggård kom senare att kallas lilla borggården.
Högborgens östra länga bestod av salar och bostadsutrymmen. Den västra längan utgjordes av rikssalen.

### Stora borggården

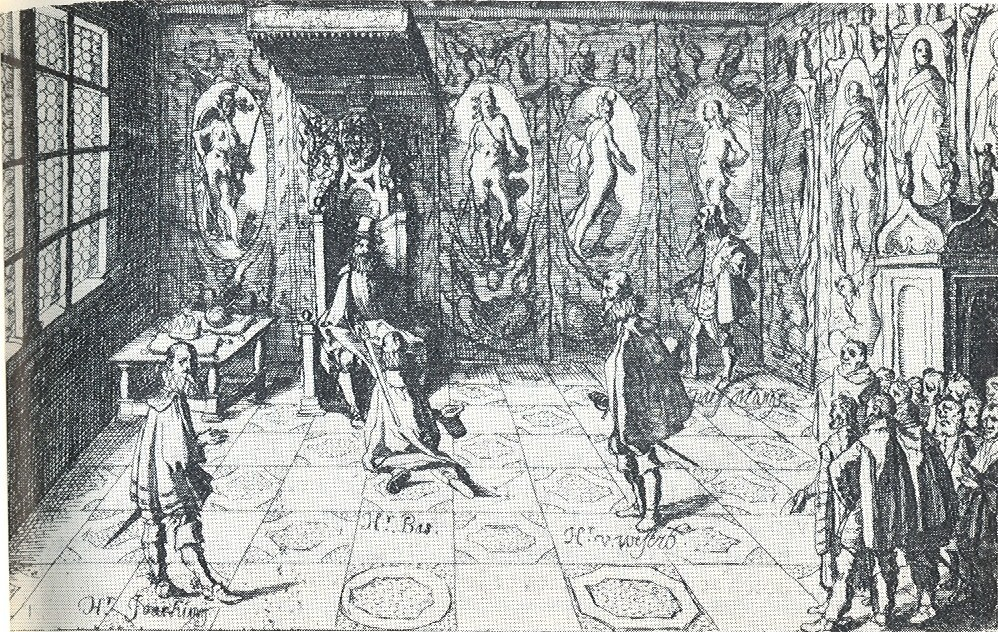
Audienssalen i nordvästra tornet ca 1615. Gustav II Adolf ger audiens till en holländsk ambassad.

Den tidigare ekonomigården kallades i renässansslottet för Stora borggården och dess marknivå höjdes då till en nivå som låg något lägre än dagens borggård. I borggårdens nordöstra hörn fanns en nedgång med tunnel under kanslilängan ut mot Skeppsbron.
Ekonomigårdens östra länga mot Skeppsbron kallas kanslilängan, och nyttjades för bland annat kanslikollegiet och riksarkivet. 
Dess norra länga innehöll Johan III:s slottskyrka, med höga fönster mot gården. Över den norra längans taknock gick Gröna gången, med ett mittorn över längans mitt. Det nordöstra tornet innehöll i de övre våningarna Katarina Jagellonicas (drottning 1568-1583) katolska kapell, och det nordvästra tornet kungens audienssal, ursprungligen med koppargolv.
Senare byggdes en mindre ekonomigård till, öster om högborgen mot nuvarande Skeppsbron, kallad Smedjegården.

### Bilder

1500-talet.
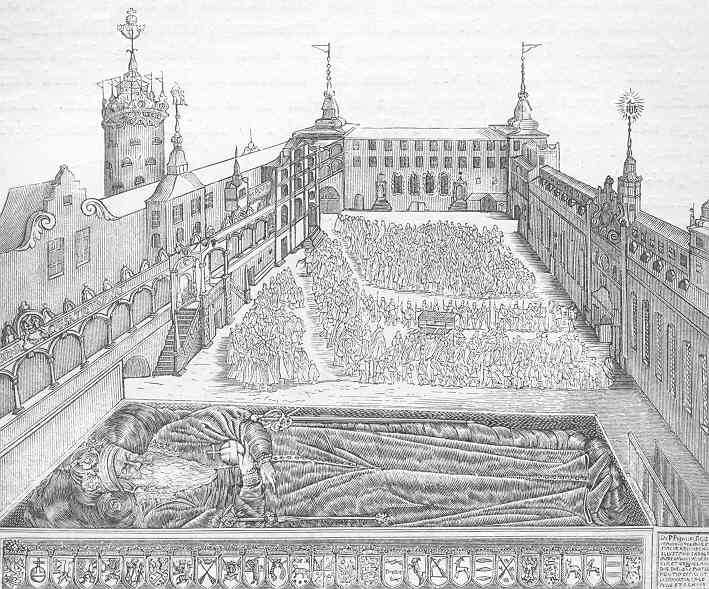
Borggården vid Johan III:s begravning 1592.
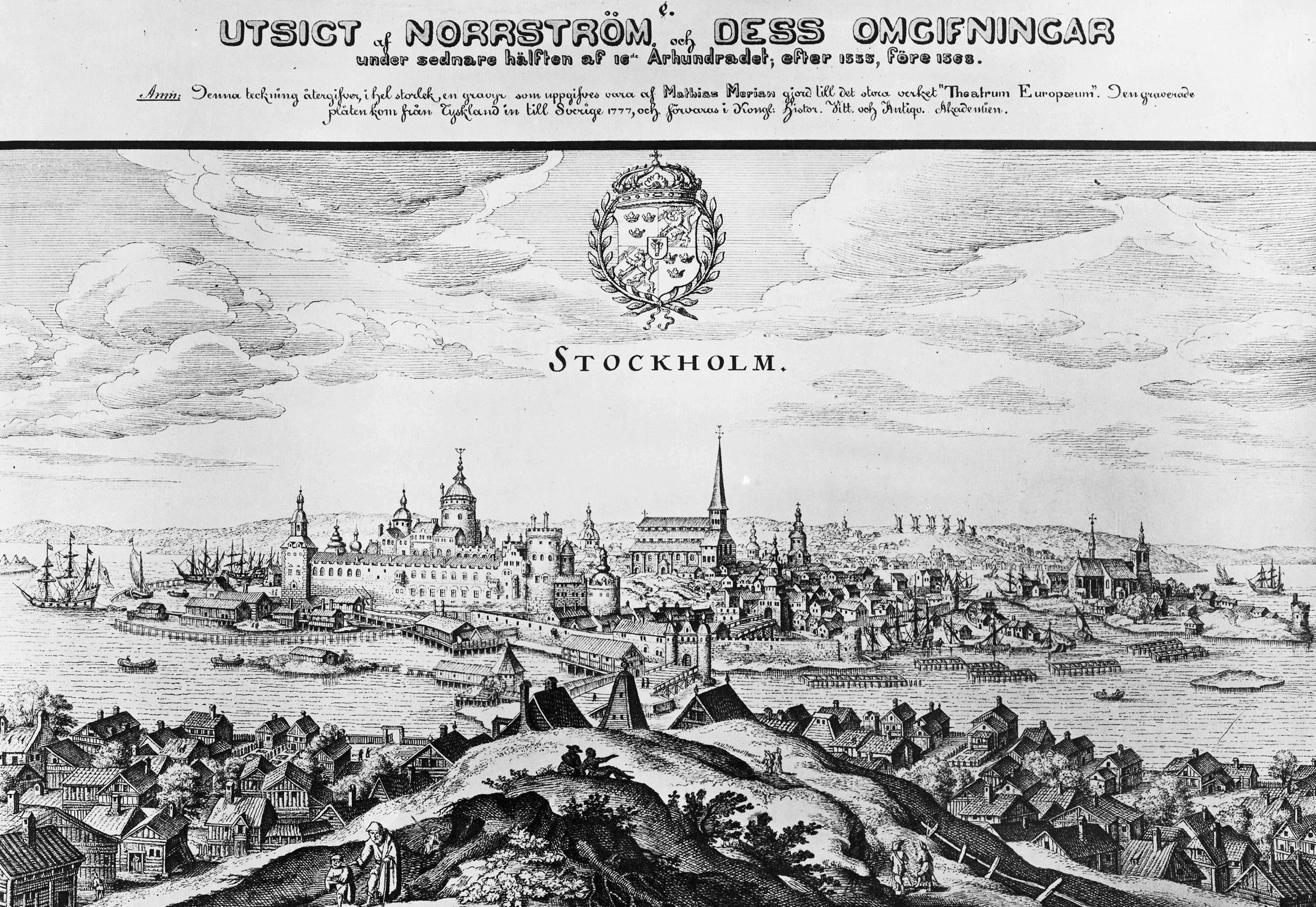
Utsikt från Brunkeberg över Norrström mot slottet, ca 1560.

1600-talet.
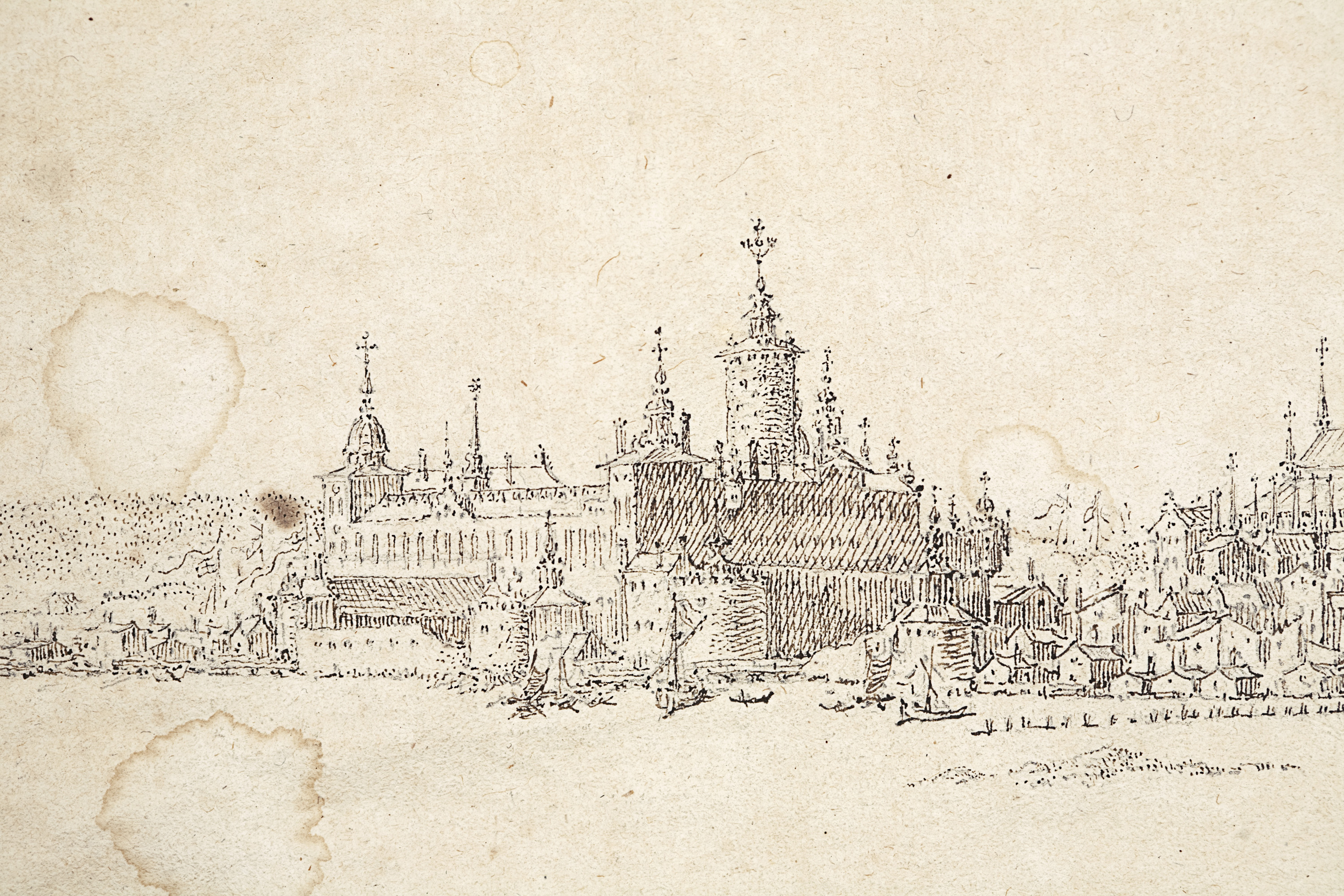
Tre kronor från Kungsklippan, 1630-tal. Från Stockholms stadsmuseums 1600-talspanorama.
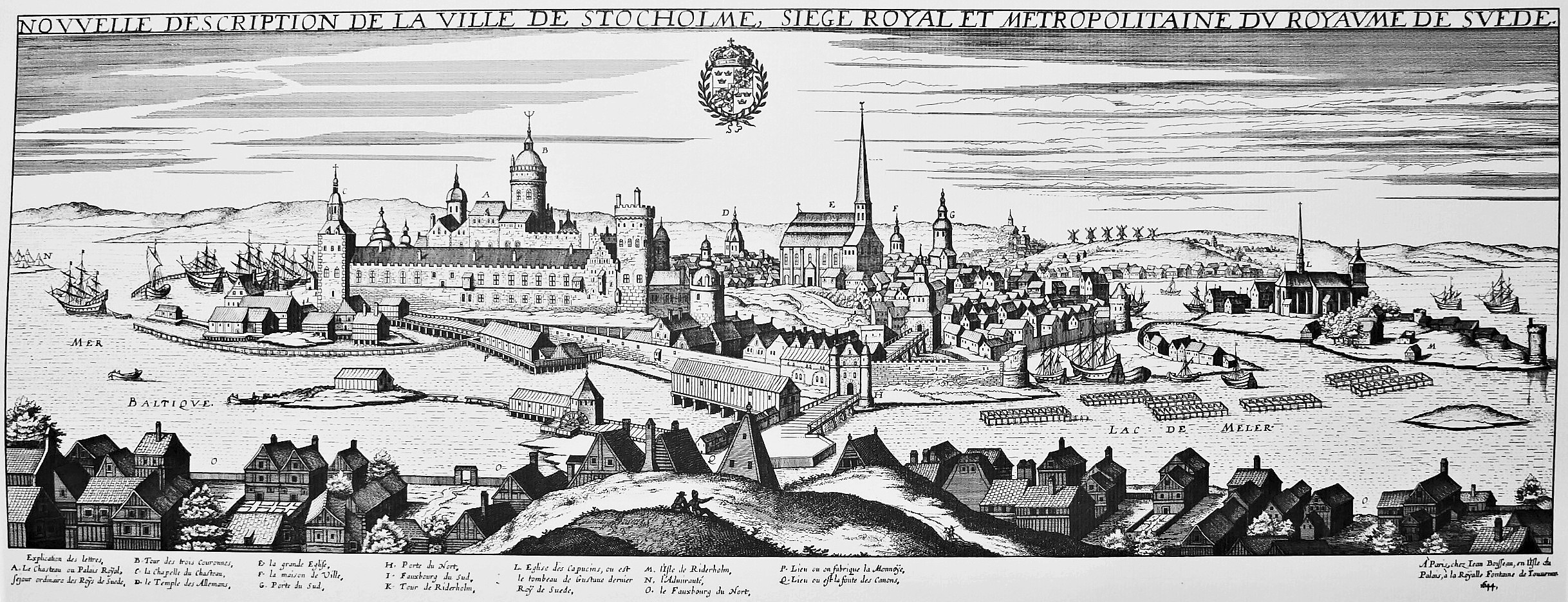
Panorama från Brunkeberg över Norrström mot slottet, 1644 (jämför med bild från 1560) .
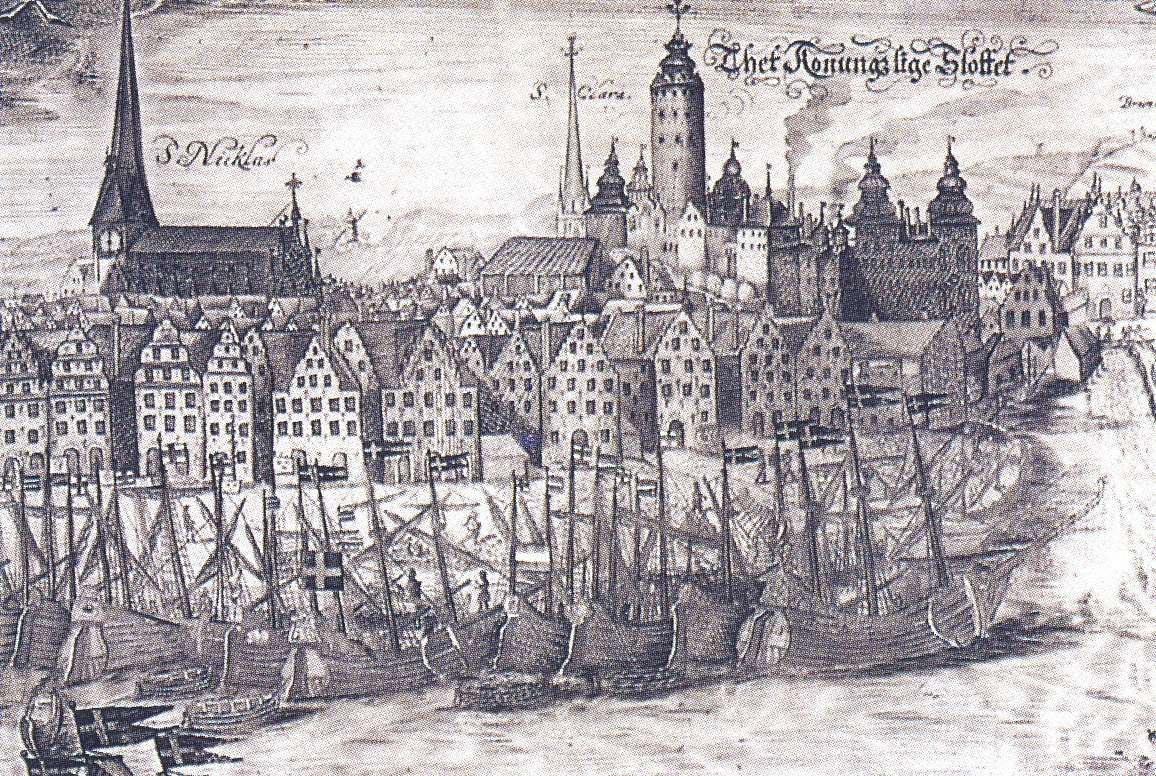
Skeppsbron med slottet ca 1650.
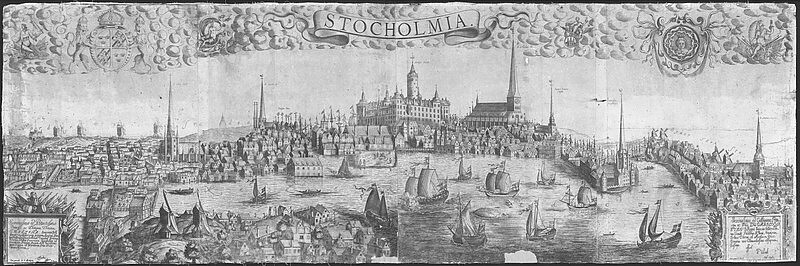
Stockholm 1652 med slottet i mitten.
Slottet vid Karl X Gustavs begravning 1660.

Ur Suecia Antiqua et Hodierna.
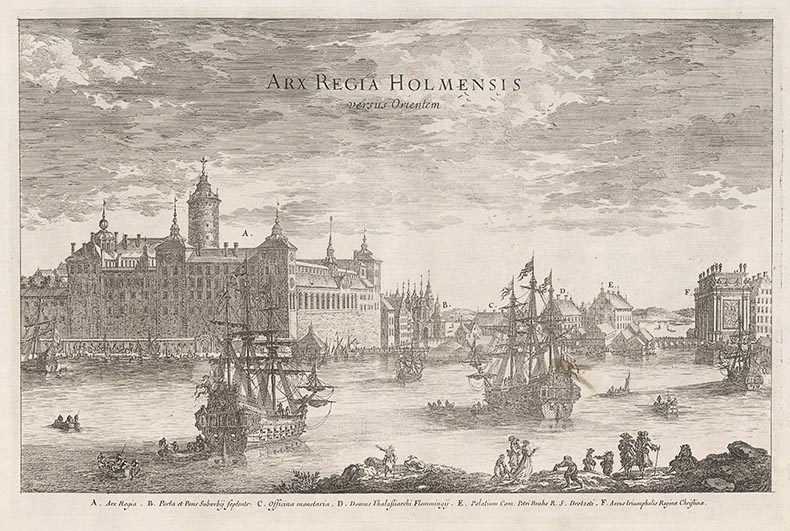
Slottet ca 1670 från nordöst.Kanslilängan och den norra längan med gröna gången mot Norrström.
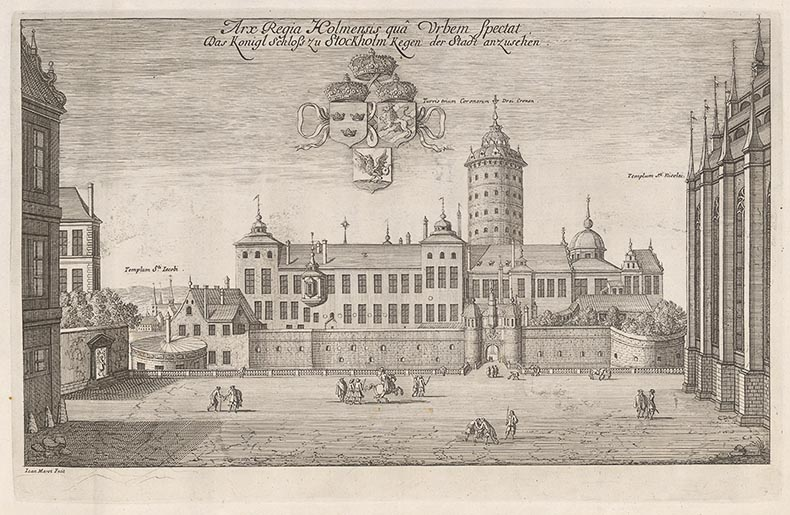
Slottet 1667 från väster. Närmast ekonomigårdens västra bostadslänga till vänster om kärntornet, och till höger rikssalen.
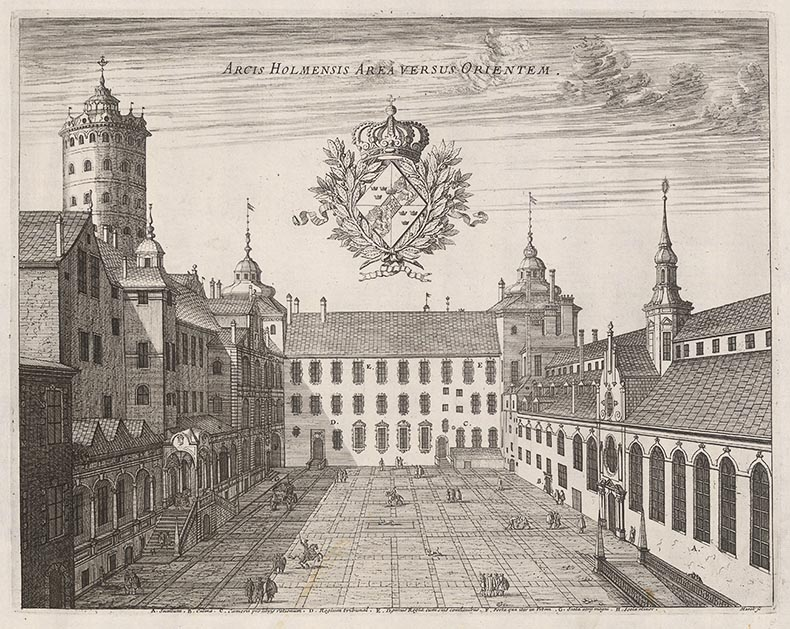
Stora borggården ca 1670 från öster. Vy mot den västra bostadslängan, med högborgen till vänster och norra längan till höger. Notera att de överdrivet små människorna gör att byggnaderna ser större ut än de verkligen var.
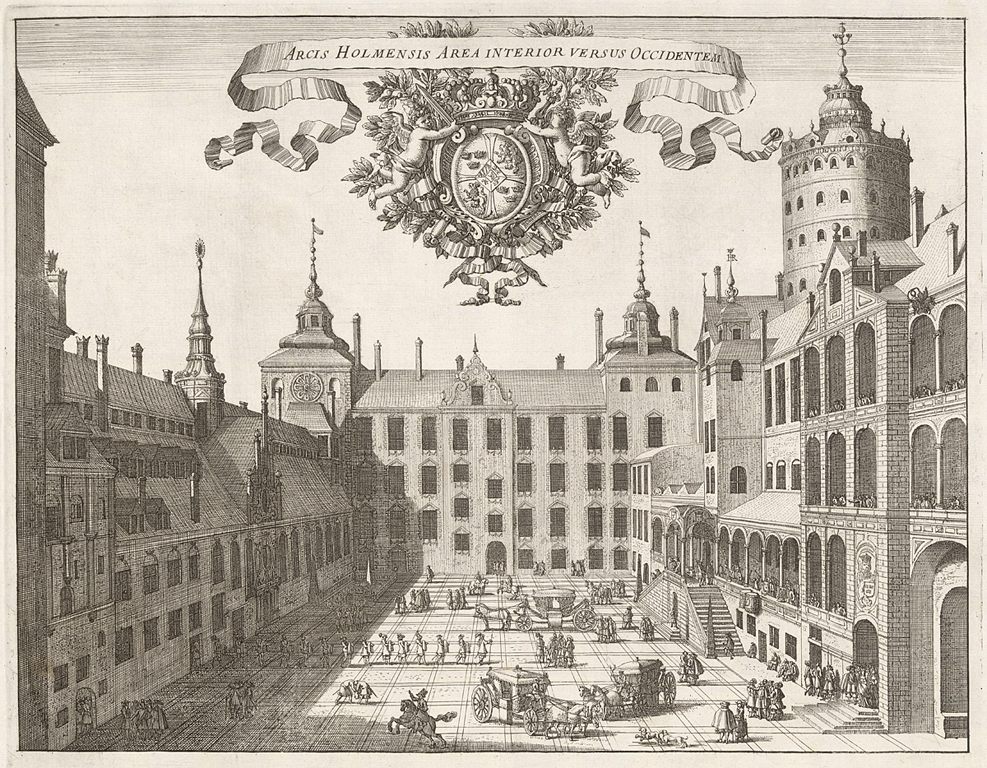
Stora borggården ca 1670 från väster. Vy mot kanslilängan, med norra längan till vänster och högborgen till höger.
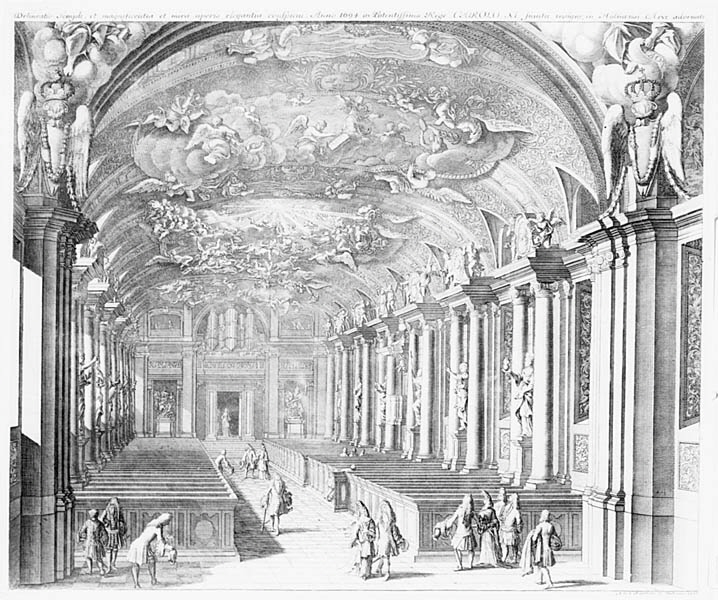
Slottskyrkan i Tre Kronor. Altargången med bänkar, likadana bänkar som finns i dagens slottskyrka. Etsning av Johannes van den Aveelen.

Rekonstruktioner
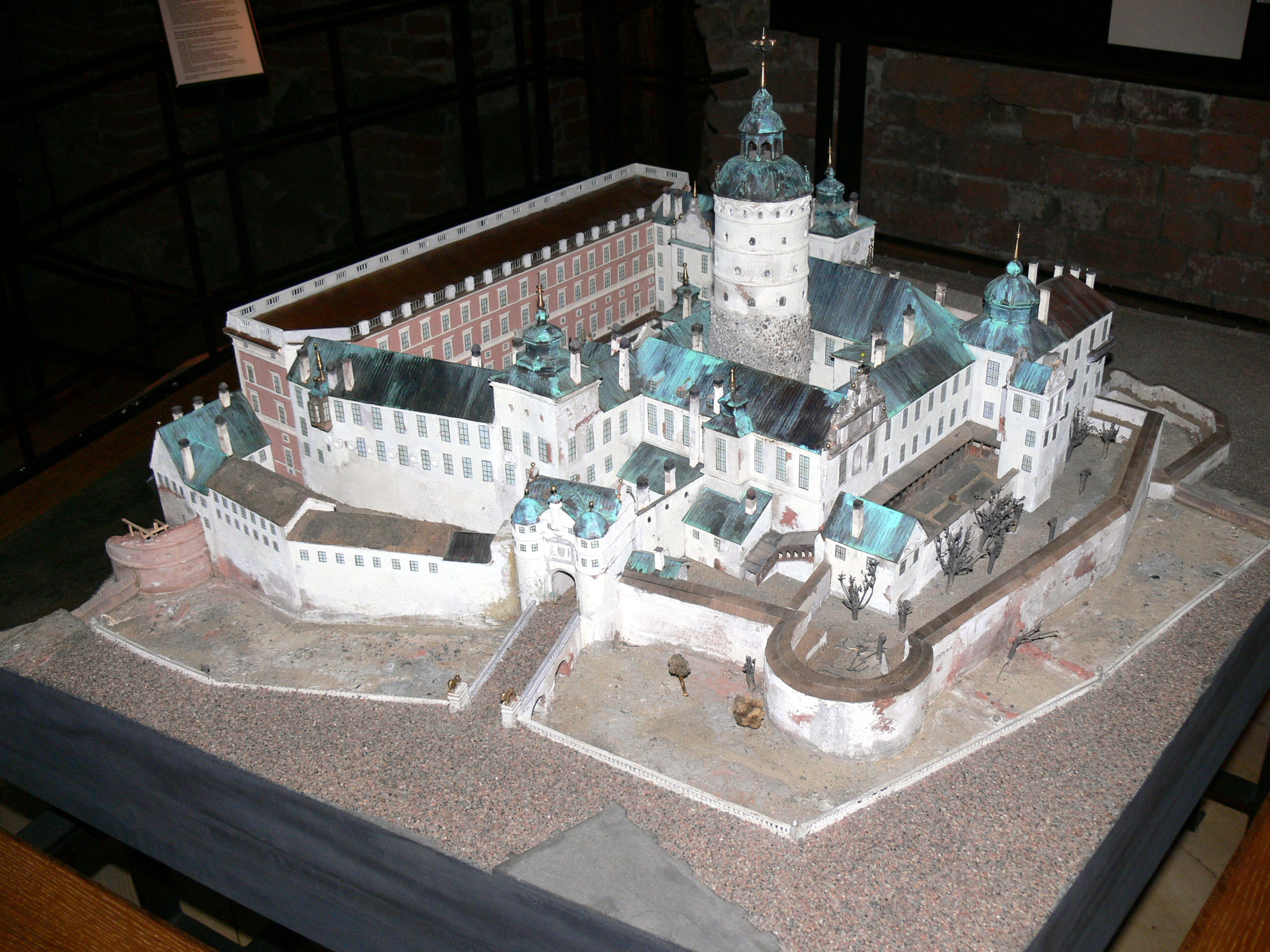
Modell av slottet i Museum Tre Kronor från sydväst, så som det såg ut kort innan branden.
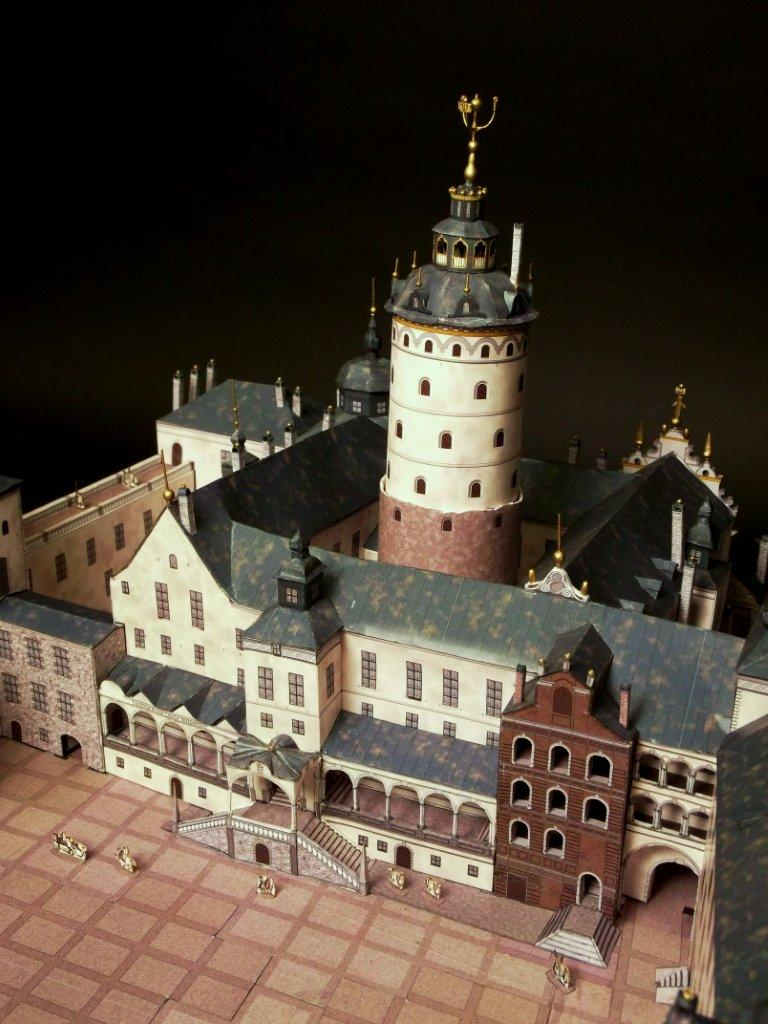
Modell av stora borggården.
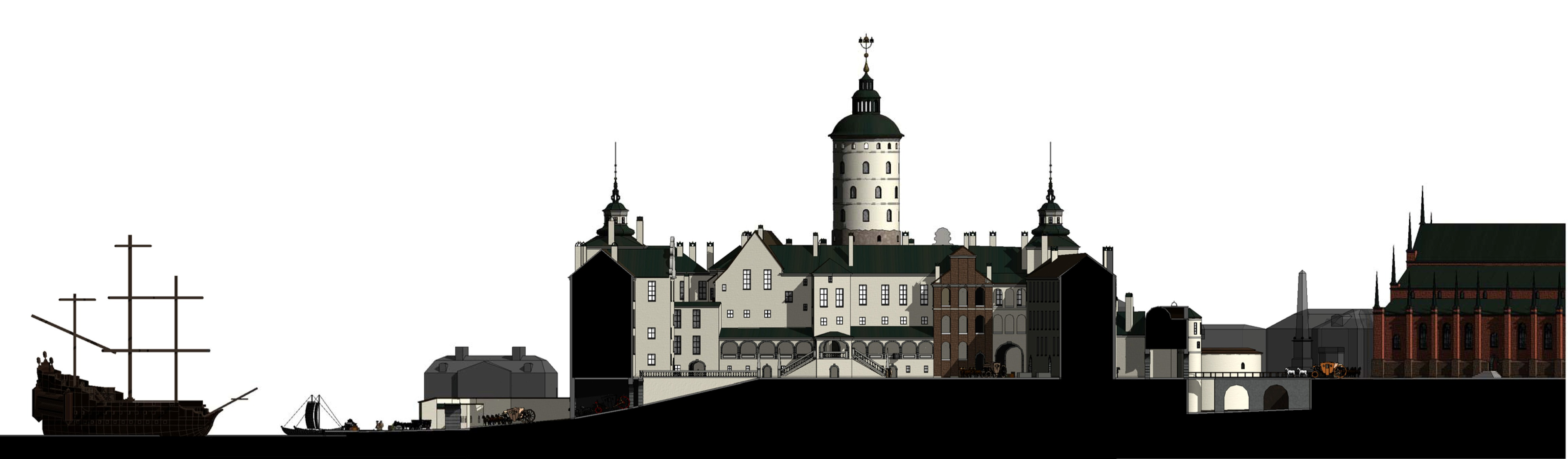
Genomskärning.

## Tre Kronor efter branden
I samband med Stockholmsutställningen år 1897 återskapade arkitekten Fredrik Lilljekvist en modell av det medeltida Stockholm kallad Gamla Stockholm, där en miniatyr av den gamla Vasaborgens förmodade utseende byggts upp.
Arkitekten och konstnären Jacob Hägg presenterade ett förslag till en rekonstruktion av Tre kronor och ett marinmuseum på Kastellholmen i början av 1900-talet. Förslaget presenterades i en oljemålning som i dag finns att beskåda på Sjöhistoriska museet vid Djurgårdsbrunnsviken.
Längst upp på slottsbacken (mellan Storkyrkan och nuvarande Stockholms slotts sydöstra hörn) finns idag två markeringar i kullerstenen bevarade. Den första markerar slottet Tre Kronors sydvästra försvarsverk (som syns på Govert Camphuysens målning). Den andra markerar det kor på Storkyrkans östliga ände som Gustav Vasa lät riva, för att slottets kanoner skulle kunna skjuta mer fritt.
Museum Tre Kronor öppnade 1999 på Stockholms slott, där bland annat en modell av Tre kronor visas.